# InFamily Foods
Die InFamily Foods Holding GmbH & Co. KG ist die Konzernobergesellschaft eines deutschen Lebensmittelherstellers mit Sitz in Versmold im Kreis Gütersloh. Er entstand Anfang 2020 aus dem Zusammenschluss der H. Kemper GmbH & Co. KG und der H. & E. Reinert Westfälische Privat-Fleischerei GmbH.
Bis 28. Februar 2022 firmierte die Holding unter dem Namen The Family Butchers Holding GmbH & Co. KG. Unter der InFamily Foods Holding GmbH & Co. KG gibt es die beiden Unternehmensteile The Family Butchers (Wurst- und Schinkenerzeugnisse) und The Plantly Butchers (Lebensmittel auf pflanzlicher Basis).

## Anteilseigner
Kommanditisten der InFamily Foods Holding GmbH & Co. KG sind:
- Wolfgang Kühnl – 50 %
- Hans-Ewald Reinert – 48,75 %
- Hans Reinert – 1,25 %

Persönlich haftende Gesellschafterin ist die TFB Verwaltungs GmbH mit Sitz in Wien.

## Marktposition
Unter The Family Butchers (TFB) produziert und vertreibt die Unternehmensgruppe Wurst- und Schinkenerzeugnisse tierischen Ursprungs. Dabei ist TFB sowohl auf die Produktion von Handelsmarken als auch auf die Herstellung von eigenen Markenprodukten wie Reinert Bärchen oder Reinert Schinken Nuggetz spezialisiert. The Family Butchers ist das zweitgrößte Wurstverarbeitungsunternehmen in Deutschland.
Wesentlicher Lieferant des Schlachtfleischs ist Tönnies, daneben schlachtet unter anderem auch Brand Qualitätsfleisch für das Unternehmen.
The Plantly Butchers (TPB) produziert vegane Lebensmittel auf pflanzlicher Proteinbasis. Seit Ende 2022 verkauft das Unternehmen mit der Marke Billie Green vegane Ersatzprodukte.

## Marken
The Family Butchers produziert neben Handelsmarken auch Wurstprodukte wie Reinert Bärchen, Reinert Schinken Nuggetz, Reinert Chambelle, Reinert Sommerwurst, Reinert HerzensSACHE. Viele dieser Marken sind sowohl im SB-Regal als auch an der Bedientheke erhältlich.

## Geschichte
Im Jahr 2019 beschlossen die bisherigen Wettbewerber Kemper und Reinert, mit Wirkung zum Jahreswechsel von 2019 auf 2020 zu fusionieren. Auslöser waren eine seit Jahren andauernde Konsolidierung in der deutschen Fleischwirtschaft (Marktführer Tönnies hatte mehrere Konkurrenten übernommen) und die wirtschaftlichen Auswirkungen der ausbleibenden Chinaexporte wegen der grassierenden Schweinepest auf den deutschen Markt. Das Bundeskartellamt hat das Vorhaben im November 2019 genehmigt.
Bereits Ende 2019 wurde angekündigt, nach der Fusion die Verwaltungen zusammenzulegen und doppelte Stellen zu streichen.